# 辛进
辛进（？—428年），字国都，陇西郡狄道县（今甘肃省定西市临洮县）人，西秦官员。

## 生平
辛进在建弘初年担任散骑常侍，跟随秦文昭王乞伏炽磐在后园游玩，登上陵霄观用弹丸打鸟，弹丸击中乞伏暮末母亲的脸，之后辛进官至尚书。永弘元年（428年），乞伏暮末即位，询问母亲脸受伤的原因，乞伏暮末之母说：“辛进打鸟所伤。”乞伏暮末愤怒，所以诛杀辛进以及辛进五族二十七人。